# 피뇌프역
피뇌프역 (Station Pie-IX)은 메르시에-오슐라가-메종뇌브 지역구에 위치한 몬트리올 지하철 녹색 선 정차역이다. 1976년 6월 6일에 개장한 이 역은 녹색 선이 1976년 하계 올림픽에 맞춰서 오노레 보그랑역까지 연장되면서 개통하였다.

## 건축 양식
올림픽 경기장과 다른 조형물로 이어지는 이 역은 절묘함을 추구한다. 지구 색조의 울퉁불퉁한 벽과 거친 콘크리트는 이 역을 지나는 관중들이 느낄 수 있는 흥분을 가라앉히는 역할을 한다.
많은 승객들이 갑자기 몰려드는 역의 유동성을 고려하여 이 역은 대합 공간을 최대한 넓게 설계하였다. 두 출입구에서 이어지는 계단부터 대합실까지 널찍한 공간으로 많은 승객이 이동할 수 있도록 설계하였으며 메자닌 또한 넓게 지었다. 개찰구도 굉장히 길게 늘어져 있어서 경기장에 행사가 있는 경우에는 많은 수의 승객을 동시에 수용할 수 있도록 설계하였다. 이 역에는 경기장에서 앙그리뇽 방면 승강장으로 바로 이어지는 또다른 입구가 있어 필요한 경우에는 이 출입구를 개방할 수 있다.
이 역의 공공 미술은 올림픽과 연관이 있는데, 앙그리뇽 방면 승강장 벽에는 오륜기 동상이 설치되어있고 승강장으로 향하는 계단에도 오륜기 색깔로 이루어진 다섯 개의 디스크가 설치되어있다. 이는 평소에 개방하지 않는 출입구에 설치되어 있어서 찾기가 힘들다. 마지막으로 장식용 창살이 승강장으로 이어지는 계단 위에 있는 환기구에 설치되어있으며, 전부 오륜기 색깔로 이루어져있다. 이 세 점의 작품은 모두 건축가 마르셀 라비가 제작하였다.
가장 중요한 미술 작품은 메자닌 벽에 설치되어있는 조디 보네의 벽 부조로 콘크리트와 중심부에는 알루미늄 패널로 이루어진 《시티어스, 알티어스, 포티어스》 (Citius, Altius, Fortius)로 올림픽의 라틴어 상징인 "보다 빠르게, 보다 높게, 보다 힘차게"를 뜻한다. 콘크리트는 육체적인 노력을 뜻하며 알루미늄은 정신적 지주를 뜻한다.
역 바깥에는 동쪽 출입구의 커브 모양이 경기장 꼭대기와 맞아떨어지며 일반적인 형태의 서쪽 출입구는 메자닌과 터널로 연결되어있다.

## 역명 유래
피뇌프라는 이름은 교황 비오 9세의 프랑스어 이름인 Pie IX에서 비롯하였으며 비오 9세는 1846년 제253대 교황으로 추기되었으며 1854년 12월 8일, 성모 마리아의 원죄 없는 잉태를 가톨릭교회의 교의로 장엄하게 선포하였다. 비오 9세는 1869년 바티칸 공의회를 처음으로 개막하였으며 1870년에 교황의 무류성과 수위권 교리를 담은 교회에 대한 헌장을 통과하였다.

## 역 개선 공사
2020년 10월 13일부터 2022년 11월 18일까지 피뇌프역에 엘리베이터 설치, 지하철 방수 구조물 교체, 역 내부 보수 및 역 앞 도로인 아브뉘 피에르 드 쿠베르탱 (Avenue Pierre-De Coubertin) 정비 공사를 진행하였다. 2020년 10월부터 2021년 3월까지는 서쪽 출입구가 폐쇄되었고 서쪽 출입구 앞 버스 정류장이 도로 남쪽으로 이설되었다. 역 개선 공사는 피뇌프에 지어지는 간선급행버스체계 (BRT) 공사와 연계하였으며, BRT는 2022년 11월 7일에 개통하였고 엘리베이터는 그 직후인 18일에 개통하였다.

## 버스 연결편
이 역에서 갈아탈 수 있는 버스 노선은 아래와 같다. 2022년 11월 BRT 개통 이후로 139번 버스는 도로변에 정차하며, 439번 버스는 버스중앙차로를 이용한다. 439번 BRT 버스를 타고 라발에 가는 경우에는 AB, ABC 또는 ABCD 구간 요금을 승차 시 지불해야 한다.
- 97번 아브뉘 뒤 몽루아얄 (Avenue du Mont-Royal)
  - 몽루아얄역 및 몽루아얄 공원 방면
- 139번 피뇌프 (Pie-IX) 완행버스
  - 북쪽: 앙리 부라사 방면
  - 남쪽: 노트르담 방면
- 185번 셰르브루크 (Sherbrooke)
  - 동쪽: 프로므나드 벨리브 공원 방면
  - 서쪽: 프롱트낙역 방면
- 355번 피뇌프 (Pie-IX) 심야버스
  - 동쪽: 앙리 부라사 방면
  - 서쪽: 프롱트낙역, 앳워터역 방면
- 364번 셰르브루크 / 조셉 르노 (Sherbrooke / Joseph-Renaud)
  - 동쪽: 카딜락역, 오노레 보그랑역, STM 앙주 차고지 방면
  - 서쪽: 프롱트낙역, 앳워터역 방면
- 439번 피뇌프 (Pie-IX) 급행버스
  - 북쪽: 앙리 부라사, 라발 생마르탱 환승주차장, 앙리 부라사 / 라코르데르 방면
  - 남쪽: 노트르담 방면

## 인접한 역
| 녹색 선              | 녹색 선 | 녹색 선                 |
| -------------------- | ------- | ----------------------- |
| 졸리엣 앙그리뇽 방면 | 녹색 선 | 비오 오노레 보그랑 방면 |